# 横山结衣
橫山結衣（日语：／ Yokoyama Yui，2001年2月22日—）是日本偶像藝人，為女子偶像團體AKB48 Team 8前成員（青森縣代表），出身於青森縣南津輕郡大鰐町。所属事务所为充S。

## 簡介
- 個人介紹詞（Catch Phrase）為「わぁ、こったになまっちゅうばって、AKBだんず、たんげがんばるんはんで、応援してけ! 青森県から来ました、横山结衣 14歳です。なまっても?（ アイドル!）よこちゃんって呼んでください（よこちゃん!）」
- 名字與AKB48的9期生橫山由依同音異字，都是讀作。
- 興趣是美甲、練舞。
- 特長是舞蹈，跳舞技術是在Team 8內的頂級人物之一。
- 喜歡小嶋陽菜，夢想能成為偶像。
- 與Team8秋田縣代表谷川聖關系很好。

## 經歷
2014年
- 4月3日，「AKB48 Team 8 全國同步徵選」，成為AKB48 Team 8的青森縣代表[2]。

2015年
- 3月26日，埼玉SuperArena「AKB48春の単獨コンサート～ジキソー未だ修行中!～」，入選Team8選拔Unit，成員包括：坂口渚沙、橫山結衣、谷川聖、佐藤七海、本田仁美、橫道侑里、永野芹佳、山田菜菜美、中野郁海、倉野尾成美。

2018年
- 11月30日、作为Center（中心成員）于《MUSIC STATION》演出歌曲《NO WAY MAN》。[3]

2021年
- 2月22日，首本個人寫真集《未熟之光》發行[4]
- 9月29日，进入AKB48 58th單曲《一切都成Rumor》选拔。
- 10月1日宣布簽約元HKT48支配人尾崎充成立之經紀公司充s。
- 11月30日，從AKB48畢業[5]

## 演唱歌曲
標註「★」符號者，表示該首歌曲有拍攝MV。

### AKB48單曲
|      | 發行日期       | 單曲名稱        | 參與歌曲名稱         | 名義          | 收錄於 | MV | 備註               |
| ---- | -------------- | --------------- | -------------------- | ------------- | ------ | -- | ------------------ |
| 37th | 2014年08月27日 | 心意告示牌      | 去47個美麗城市       | Team 8        | 劇場盤 | ★  |                    |
| 38th | 2014年11月26日 | 希望無限        | 制服的翅膀           | Team 8        | Type D | ★  |                    |
| 39th | 2015年03月04日 | Green Flash     | 從打招呼開始         | Team 8        | Type H | ★  |                    |
| 40th | 2015年5月20日  | 我們不戰鬥      | 污穢的真相           | Team 8        | Type-C | ★  |                    |
| 42nd | 2015年12月09日 | 紅唇Be My Baby  | 搗蛋鬼小蝗蟲         | Team 8        | Type C | ★  |                    |
| 44th | 2016年06月01日 | 不需要翅膀      | 通往夢想的路         | Team 8        | Type C | ★  |                    |
| 46th | 2016年11月16日 | High Tension    | 將星空獻給你         | Team 8 EAST   | Type C | ★  |                    |
| 50th | 2017年11月22日 | 11月的腳鏈      | 野蠻的求愛           | 舞蹈選拔      | Type D | ★  |                    |
| 52nd | 2018年05月30日 | Teacher Teacher | 末班電車之夜         | Team K        | Type B | ★  |                    |
| 52nd | 2018年05月30日 | Teacher Teacher | 蜂巢Dance            | Team 8        | 劇場盤 |    | 首次擔任Center     |
| 54th | 2018年11月28日 | NO WAY MAN      | 早安開啟的世界       | U-19選拔2018  | Type C | ★  |                    |
| 55th | 2019年03月13日 | 回憶上心頭DAYS  | Generation Change    | AKB48副歌選拔 | Type A | ★  |                    |
| 56th | 2019年9月18日  | 持續愛你        | 喜歡你 喜歡你 喜歡你 | Team 8        | Type-A | ★  |                    |
| 58th | 2021年9月29日  | 一切都成Rumor   | 一切都成Rumor        |               | 全版本 | ★  | A面曲 首次進入選拔 |

### AKB48專輯
|     | 發行日期       | 專輯名稱                     | 參與歌曲名稱         | 名義   | 收錄於          |
| --- | -------------- | ---------------------------- | -------------------- | ------ | --------------- |
| 6th | 2015年1月21日  | 這裡是羅德斯島、在這裡跳吧！ | 笨手笨腳的支持       | Team 8 | Type A          |
| 7th | 2015年11月18日 | 0與1之間                     | 一輩子可以遇見多少人 | Team 8 | MILLION SINGLES |

## 其他作品

### 綜藝節目
- 《AKB48 SHOW!》（NHK）：不定期參與。
- 《AKB48神TV》（AKB48ネ申テレビ） ：不定期參與。
- 《AKBINGO!》（日本電視台）：不定期參與。

## 外部連結
- AKB48官方網站個人介紹頁 （页面存档备份，存于）
- AKB48 Team 8個人介紹頁 （页面存档备份，存于）
- 横山结衣的Instagram帳戶
- 横山结衣的X（前Twitter）
- 橫山結衣 （页面存档备份，存于）的755帳戶
- 橫山結衣（AKB48 Team 8）的SHOWROOM專頁